# ادادا
ادادا (به انگلیسی: Addada) یک روستا در هند است که در کارناتاکا واقع شده‌است.